# Melanocharis
A Melanocharis  a madarak osztályának verébalakúak (Passeriformes) rendjébe és a bogyókapófélék (Melanocharitidae) családjába tartozó nem.

## Rendszerezésük
A nemet Philip Lutley Sclater angol ügyvéd és zoológus írta le 1858-ban, az alábbi fajok tartoznak ide:
- Melanocharis arfakiana
- fekete bogyókapó (Melanocharis nigra)
- citrombegyű bogyókapó (Melanocharis longicauda)
- legyezőfarkú bogyókapó (Melanocharis versteri)
- Melanocharis striativentris

## Előfordulásuk
Új-Guinea szigetén, Indonézia és Pápua Új-Guinea területén honosak. Természetes élőhelyeik a szubtrópusi és trópusi esőerdők, magaslati cserjések és füves puszták, valamint másodlagos erdők. Állandó, nem vonuló fajok.

## Megjelenésük
Testhosszuk 11-15 centiméter körüli.